# Sonajharia Minz
Sonajharia Minz (gelegentlich auch Sonaj Haria Minz) ist eine indische Computerwissenschaftlerin, Mathematikerin und Vizekanzlerin der Sido Kanhu Murmu University in Dumka.

## Leben und Werk
Sonajharia Minz erhielt ihren Doktortitel in Computerwissenschaften von der Jawaharlal Nehru University in Neu-Delhi. Sie hatte dort zuvor bereits einen Magister im selben Fach abgelegt, in Mathematik erlangte sie den Magistertitel am Madras Christian College in Chennai. Ihre Spezialgebiete sind Geoinformatik, raum-zeitliche Datenanalyse, Data-Mining, Machine Learning und Rough Sets. Sie wurde 1990 als Assistant Professorin für Computerwissenschaften an der Barkatullah University in Bhopal erstmals in der Lehre tätig. 1991 wechselte sie in gleicher Rolle an die Madurai Kamraj University, bevor sie 1992 – immer noch als Assistant-Professorin – an die Jawaharlal Nehru University wechselte. Dort wurde sie 1997 zur Associate Professorin ernannt und 2005 zur vollen Professorin. 2020 wurde sie zur Vizekanzlerin der Sido Kanhu Murmu University in Dumka ernannt. Sie ist damit eine der wenigen Adivasi-Frauen, die in einer leitenden Funktion an einer Universität tätig sind. Minz steht darüber hinaus auch der Vereinigung der Lehrenden an der Jawaharlal Nehru University (JNUTA) vor.
Im Verlauf ihres Lebens hat Sonajharia Minz nach eigenen Angaben als Angehörige der Volksgruppe der Oraon mehrfach Diskriminierung erfahren. So konnte sie nicht die Schule ihrer Wahl besuchen, und ihr wurde von einem Mathematiklehrer abgeraten, dieses Fach zu studieren, obwohl sie in drei aufeinanderfolgenden Prüfungen die Bestnote hatte. Im Januar 2020 wurde Minz im Rahmen rechter Unruhen an der Jawaharlal Nehru Universität durch Steinwürfe am Bein verletzt.
Sonajharia Minz engagiert sich neben ihrer Lehrtätigkeit sozial und politisch. So sprach sie sich deutlich gegen den Citizenship Amendment Act, das National Register of Citizens (NRC) und das National Population Register (NPR) aus. 2020 unterstützte sie eine Initiative, die 141 Arbeiterinnen der Textilindustrie während der Covid-19 bedingten Reisebeschränkungen in Indien in ihre Heimatdörfer in Jharkhand zurückzuführen.

## Veröffentlichungen (Auswahl)
- Mit Sushanta Karmakar und Latika Kharb: Information, Communication and Computing Technology. Springer, 2019.
- Mit Vinesh Kumar: CCRA: channel criticality based resource allocation in cognitive radio networks. In: International Journal of Communication Systems, 2015, doi:10.1002/dac.3012.
- Mit Vipin Kumar: Multi-view Ensemble Learning: An optimal Feature set Partitioning for High Dimensional Data Classification. In: Knowledge and Information System, 2015, S. 1–59.
- Mit Ibrahim K. A. Abughali Binarizing Change for Fast Trend Similarity Based Clustering of Time Series Data. In: Lecture Notes in Computer Science, 9124, 2015, S. 257–267.
- Mit Hemant Kumar Aggarwal: Change Detection Using Unsupervised Learning Algorithms for Delhi, India. In: Asian Journal of Geoinformatics. Band 13, Nr. 4, 2013, S. 12–15.
- Mit Fuad Al-Yarimi: Hierarchical Privacy Preserving Distributed Frequent Itemset Mining (HPPDFIM). In: International Journal of Scientific Engineering Research. Band 4, Nr. 4, April 2013